# Rumpelsztyk (film 2007)
Rumpelsztyk (niem. Rumpelstilzchen) – niemiecko-austriacki film familijny z 2007 roku, należący do cyklu filmów telewizyjnych Märchenperlen (Bajkowe perły). Film jest adaptacją baśni braci Grimm pt. Titelitury. Zdjęcia kręcono w Salzburgu.

## Fabuła
Pewien król, na łożu śmierci, prosi swojego syna Michaela, by ten obiecał mu, że zostanie władcą i ożeni się z przyzwoitą osobą. Po śmierci ojca, książę chcąc spełnić obietnicę udaje się na poszukiwanie żony. Podczas wędrówki przypadkiem trafia do młyna, gdzie spotyka piękna córkę młynarza, Marię. Oczarowany jej urodą Michael pragnie się z nią ożenić. Jego ukochana zostaje uprowadzona przez niegodziwego ministra, który więzi wieży na zamku, gdyż słyszał, że potrafi ona na wrzecionie Maria upleść ze zwykłej słomy złoto. Dziewczyna nie ma takich zdolności, ale porywacz jej nie wierzy i daje jej czas do świtu.  Dziewczyna jest przerażona. Wtedy w jej życiu pojawia się mały karzeł, który oferuje pomoc. Jednak cena tej pomocy okazuje się wysoka.

## Obsada
- Katharina Thalbach: Rumpelsztyk
- Marie-Christine Friedrich: Marie
- Sebastian Fischer: król Michael
- Erich Schleyer: Heinrich von Schotter
- Fritz Egger: młynarz Veit
- Gregory Borlein: Peter
- Andreas Schmidt: Hinz
- Sven Pippig: Kunz
- Georg Friedrich: Oswin
- Bettina Hauenschild: księżniczka Agathe
- Anna Böger: księżniczka Edelgard
- Friederike Pasch: hrabina Klumstein